# Akademia Pożarnicza

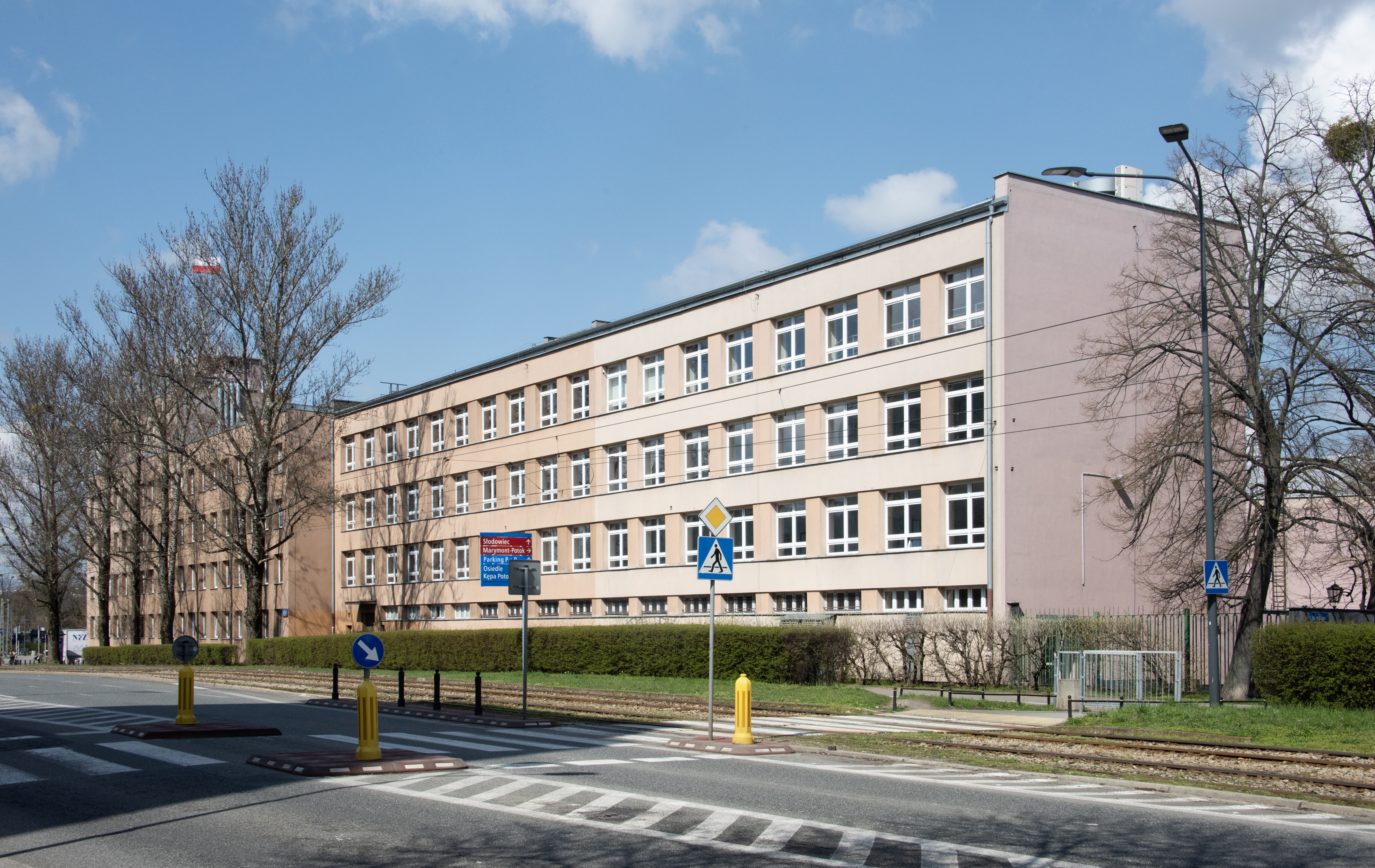
Kompleks szkoły od strony ul. Słowackiego

Akademia Pożarnicza (APoż), do 31 lipca 2023 Szkoła Główna Służby Pożarniczej (SGSP) – publiczna uczelnia z siedzibą w Warszawie kształcąca pożarniczą kadrę oficerską oraz specjalistów w zakresie bezpieczeństwa pożarowego i bezpieczeństwa cywilnego.
Uczelnia jest kontynuatorką dorobku swoich poprzedniczek i poprzedników: Centralnego Ośrodka Wyszkolenia Pożarniczego, Centralnej Szkoły Pożarniczej, Centralnej Oficerskiej Szkoły Pożarniczej, Szkoły Oficerów Pożarnictwa, Wyższej Oficerskiej Szkoły Pożarniczej oraz Szkoły Głównej Służby Pożarniczej.
Szkoła trwa 5 lat. Absolwent APoż zyskuje stopień młodszego kapitana oraz tytuł magistra inżyniera.

## Historia

### Centralny Ośrodek Wyszkolenia Pożarniczego
31 października 1937 roku wmurowano akt erekcyjny budowy gmachu Centralnego Ośrodka Wyszkolenia Pożarniczego. W 1939 roku odbył się pierwszy kurs dla 37 osób. W czasie okupacji niemieckiej była to Centralna Szkoła Pożarnicza, która kształciła oficerów, podoficerów i strażaków z terenu Generalnej Guberni, a także kursy dla strażaków z dystryktu warszawskiego. 1 czerwca 1946 roku szkoła wznowiła działalność prowadząc kursy oficerskie, ale w sierpniu 1948 roku przywrócono poprzednią nazwę Centralny Ośrodek Wyszkolenia Pożarniczego.

### Centralna Oficerska Szkoła Pożarnicza
W 1950 roku decyzją Komendy Głównej Straży Pożarnej, zmieniono nazwę szkoły na Centralną Oficerską Szkołę Pożarniczą, a także utworzono oddziały zamiejscowe w Łodzi, Poznaniu, Bielsku Białej i Gdańsku. 23 listopada 1951 roku szkolenie pożarnicze podzielono na: zawodowe wyższe, Zawodowe I stopnia - podoficerkie, strażaka zawodowego, instruktażowe, informacyjne, zawodowe II stopnia - oficerskie.

### Szkoła Oficerów Pożarnictwa
1 września 1955 roku powstała pomaturalna 2-letnia Szkoła Oficerów Pożarnictwa. Od 1961 roku szkoła była 3-letnia, a od 1966 roku 4-letnia. W 1970 roku w Zamczysku Nowym, na terenie Kampinoskiego Parku Narodowego przejęto w użytkowanie dawnego tartaku, na którym wybudowano wzorcową bazę ochrony przeciwpożarowej lasów i parków narodowych.

### Wyższa Oficerska Szkoła Pożarnicza
30 czerwca 1971 roku szkoła pomaturalna została przekształcona w Wyższą Oficerską Szkolę Pożarnictwa. Kształcono stacjonarnie i zaocznie w trzech kierunkach: profilaktycznym, dowódczo-taktycznej i technicznej. W 1975 roku pierwsi absolwenci szkoły otrzymali stopnie oficerskie i tytuły inżynierów pożarnictwa. Oprócz zajęć teoretycznych studenci mundurowi (podchorążowie) razem z zawodowymi strażakami brali udział w akcjach gaśniczych oraz likwidowaniu skutków klęsk żywiołowych na terenie miasta i województwa warszawskiego. W 1980 studiowało tam ok. 820 osób (z czego 420 w trybie stacjonarnym).
25 listopada 1981 podchorążowie i część pracowników przystąpiła do strajku okupacyjnego, sprzeciwiając się podporządkowaniu uczelni przepisom ustawy o szkolnictwie wojskowym. Do strajku przystąpiło 96% podchorążych. 30 listopada 1981 roku decyzją Rady Ministrów Wyższa Oficerska Szkoła Pożarnicza została rozwiązana, a 2 grudnia 1981 roku strajk został zlikwidowany przez oddziały Ministerstwa Spraw Wewnętrznych. ZOMO staranowało bramę uczelni, a grupa antyterrorystów została zrzucona z helikoptera na dach i wtargnęła do budynku. Studentów przewieziono autokarami na dworce PKP z poleceniem wyjazdu do domów. Grupa 229 z nich kontynuowała jednak do 6 grudnia 1981 roku strajk na Politechnice Warszawskiej. Niektórym z podchorążych uniemożliwiono później ukończenie studiów.

### Szkoła Główna Służby Pożarniczej
18 stycznia 1982 roku rozporządzeniem Rady Ministrów utworzono Szkołę Główną Służby Pożarniczej. Istniała do 1 sierpnia 2023, kiedy jej nazwę zmieniono na Akademia Pożarnicza. 1 lutego 1982 roku szkoła rozpoczęła działalność na kierunkach: zawodowe studia magisterskie w zakresie ochrony przeciwpożarowej, studia podyplomowe, kursy doskonalenia zawodowego. Absolwentom nadawano tytuły magistra inżyniera lub inżyniera pożarnictwa.
W 1993 uczelnię wyróżniono Medalem Honorowym im. Józefa Tuliszkowskiego.

### Akademia Pożarnicza
1 sierpnia 2023 roku zgodnie z art. 1. ust. 1 ustawy z 14 kwietnia 2023 r. o zmianie nazw uczelni służb państwowych nadzorowanych przez właściwego ministra do spraw wewnętrznych, o zmianie ustawy o Policji, ustaw o Straży Granicznej, ustawy o Państwowej Straży Pożarniczej oraz niektórych innych ustaw, Szkoła Główna Służby Pożarniczej zmieniła nazwę na Akademia Pożarnicza.

## Rektorzy-komendanci[10]
- nsp. poż. dr Izydor Mikołaj Prokopp (1939)
- ppłk poż. Adam Biedroń-Kalinowski (1940–1941)
- mjr poż. Jerzy Pietraszkiewicz (1941)
- mjr poż. Anastazy Urban Bielanin (1941–1942)
- mjr poż. Czesław Zygnerski (1942–1944)
- kpt. poż inż. Franciszek Kowalski (1944)
- mjr poż. Józef Boguszewski (1946–1947)
- ppłk poż. Stanisław Drożdżeński (1947–1950)
- mjr poż. Józef Wierciński (1950–1952)
- mjr poż. Marian Ciesielski (1952–1953)
- mjr poż. Włodzimierz Uświeczew (1953)
- kpt. poż. Wacław Duma (1953–1955)
- mjr poż. Jerzy Kubiak(1955–1958)
- płk poż. mgr Krzysztof Smolarkiewicz (1958–1981)
- płk poż. doc. dr Józef Groba (1982–1987)
- płk poż. prof. dr inż. Mirosław Zdanowski (1987–1990)
- st. bryg. dr inż. Ludwik Wargocki (1990–1992)
- nadbryg. prof. dr hab. Jerzy Wolanin (1992–2005)
- nadbryg. dr Ryszard Grosset (2005–2006)
- st. bryg. dr hab. inż. Zoja Bednarek (2006–2009)
- nadbryg. mgr inż. Ryszard Dąbrowa (2009–2016)
- nadbryg. dr hab. inż. Paweł Kępka (2016–2020)
- st. bryg. dr inż. Jarosław Chodorowski (2020–2021)
- nadbryg. dr inż. Mariusz Feltynowski (2021–2024)
- nadbryg. dr inż. Tomasz Klimczak (od 2024)

## Siedziba
Szkoła mieści się w budynku dawnego Centralnego Ośrodka Wyszkolenia Straży Pożarnej, wzniesionego w stylu funkcjonalistycznym w latach 1937–1938 według projektu Jana Redy. Pierwsi kursanci rozpoczęli w nim naukę w marcu 1939. Budynek został częściowo uszkodzony w 1944. Został odbudowany w 1948. W latach 1966–1970 został rozbudowany, powstała wtedy m.in. hala sportowa.
W 1994 roku na fasadzie budynku umieszczono tablicę upamiętniającą jego obronę w 1944 roku podczas powstania warszawskiego przez żołnierzy zgrupowania „Żubr”.

## Profil działania
Uczelnia jest państwową uczelnią techniczną, mającą pełne prawa akademickie, oraz jednostką organizacyjną Państwowej Straży Pożarnej, podległą Komendantowi Głównemu Państwowej Straży Pożarnej.
Uczelnia prowadzi studia inżynierskie i magisterskie w systemie dziennym oraz zaocznym. W systemie dziennym studiują studenci mundurowi (podchorążowie) oraz studenci cywilni. Podchorążowie przez cały okres studiów są skoszarowani na terenie uczelni. W ramach praktyk zawodowych pełnią oni służbę w Jednostce Ratowniczo-Gaśniczej, która zabezpiecza operacyjnie teren warszawskiego Żoliborza, a także w Jednostkach Ratowniczo-Gaśniczych Komendy Miejskiej PSP m.st. Warszawy.

## Kontrowersje
W lipcu 2017 roku grupa kilkudziesięciu podchorążych została wysłana przez komendanta głównego Państwowej Straży Pożarnej Leszka Suskiego do ustawiania barierek wokół kompleksu budynków Sejmu Rzeczypospolitej Polskiej odgradzających protestujących przeciwko ustawie wprowadzającej zmiany w funkcjonowaniu Sądu Najwyższego zgłoszonej przez Prawo i Sprawiedliwość. Było to pierwsze wykorzystanie strażaków przez komendanta głównego Państwowej Straży Pożarnej do działań politycznych po 1989.
W kwietniu 2020 roku, w czasie pandemii COVID-19, po wykryciu kilkudziesięciu zakażeń koronawirusem u podchorążych i stwierdzeniu nieprawidłowości w zarządzaniu uczelnią, stanowisko stracił rektor Paweł Kępka.
W marcu 2025 roku Centralne Biuro Antykorupcyjne dokonało zatrzymania byłego rektora w latach 2021–2024 oraz byłego dyrektora ds. kształcenia studentów SGSP w związku z aferą Collegium Humanum.

## Władze[19]
- Rektor-Komendant: nadbryg. dr inż. Tomasz Klimczak
- Prorektor-Zastępca Komendanta: st. bryg. mgr inż. Paweł Fliszkiewicz
- Prorektor ds. Nauki: prof. dr hab. inż. Wioletta Rogula-Kozłowska
- Prorektor ds. Kształcenia i Studentów: st. bryg. dr hab. inż. Tomasz Zwęgliński
- Kanclerz: st. bryg. mgr inż. Piotr Równicki

## Struktura organizacyjna[20]
- Jednostki podległe Rektorowi Komendantowi (RR)
  - RR-1 Rektorat
  - RR-2 Dział kadr
  - RR-3 Dział prawny
  - RR-4 Dział bezpieczeństwa informacji
  - RR-5 Dział analiz i kontroli
  - RR-6 Zespół ds. BHP i ochrony PPOŻ
  - RR-7 Archiwum
  - RR-8 Kancelaria ogólna
  - RR-9 Pełnomocnicy i samodzielne stanowiska
- Jednostki podległe Prorektorowi-Zastępcy Komendanta ds. Operacyjnych (RO)
  - RO-1 Pododdziały szkolne
  - RO-2 Jednostka Ratowniczo-Gaśnicza SGSP
  - RO-3 Pracownia psychologiczna
  - RO-4 Dział doskonalenia zawodowego i poligonu
  - RO-5 Dział zabezpieczenia operacyjno-odwodowego
  - RO-6 Dział gospodarki transportowej
- Jednostki podległe Prorektorowi ds. Nauki (RN)
  - RN-1 Instytut Inżynierii Bezpieczeństwa
  - RN-2 Instytut Bezpieczeństwa Wewnętrznego
  - RN-3 Dział projektów
  - RN-4 Biblioteka
  - RN-5 Wydawnictwo
- Wydział Inżynierii Bezpieczeństwa i Ochrony Ludności
- Jednostki podległe Prorektorowi ds. Kształcenia i Studentów (RK)
  - RK-1 Zespół ds. jakości kształcenia
  - RK-2 Dział ds. e-nauczania
  - RK-3 Zespół ds. Erasmusa
  - RK-4 Dział studiów podyplomowych, kursów i szkoleń
  - RK-5 Dział spraw studenckich
- Jednostki podległe Kanclerzowi (RA)